# Brian Hart
Pour les articles homonymes, voir Hart.
Brian Hart, né le 7 septembre 1936 à Enfield Town (Middlesex) et mort le 5 janvier 2014 à Epping (Essex), est un pilote automobile et ingénieur britannique avec une expérience dans l'industrie aéronautique.
Il est surtout connu comme le fondateur de Brian Hart Limited, une entreprise qui a développé et construit des moteurs pour le sport automobile.